# Burkard Wilhelm Leist
Burkard Wilhelm Leist (12. juli 1819 i Westen – 31. december 1906) var en tysk retslærd.
Leist blev 1842 privatdocent i Göttingen, 1848 ordinær professor i Basel, 1849 i Rostock, 1853 i Jena. Leist hørte til sin tids betydeligste og ejendommeligste romanister; særlig i sine senere værker gik han sine egne selvstændige veje.
Af stort værd er hans Die bonorum possessio (I—II, 1844—48), Civilistische Studien auf dem Gebiete dogmatischer Analyse (I, 1854, II, 1855, III, 1859, IV, 1877) og hans bidrag til Glücks pandektkommentar (I—V, 1870—79).
Grundig lærdom og et besværligt tankearbejde er nedlagt i hans Graeco-italische Rechtsgeschichte (1884), Alt-arisches Jus gentium (1889) og Alt-arisches Jus civile (I, 1892, II, 1896).